# Wald-Ziest
Der Wald-Ziest (Stachys sylvatica) ist eine Pflanzenart aus der Gattung der Zieste (Stachys) in der Familie der Lippenblütler (Lamiaceae).
Die Blätter des Wald-Ziest sind leicht zu verwechseln mit den Blättern der Minze und ähneln denen von Schwarz- und Taubnesseln.

## Beschreibung

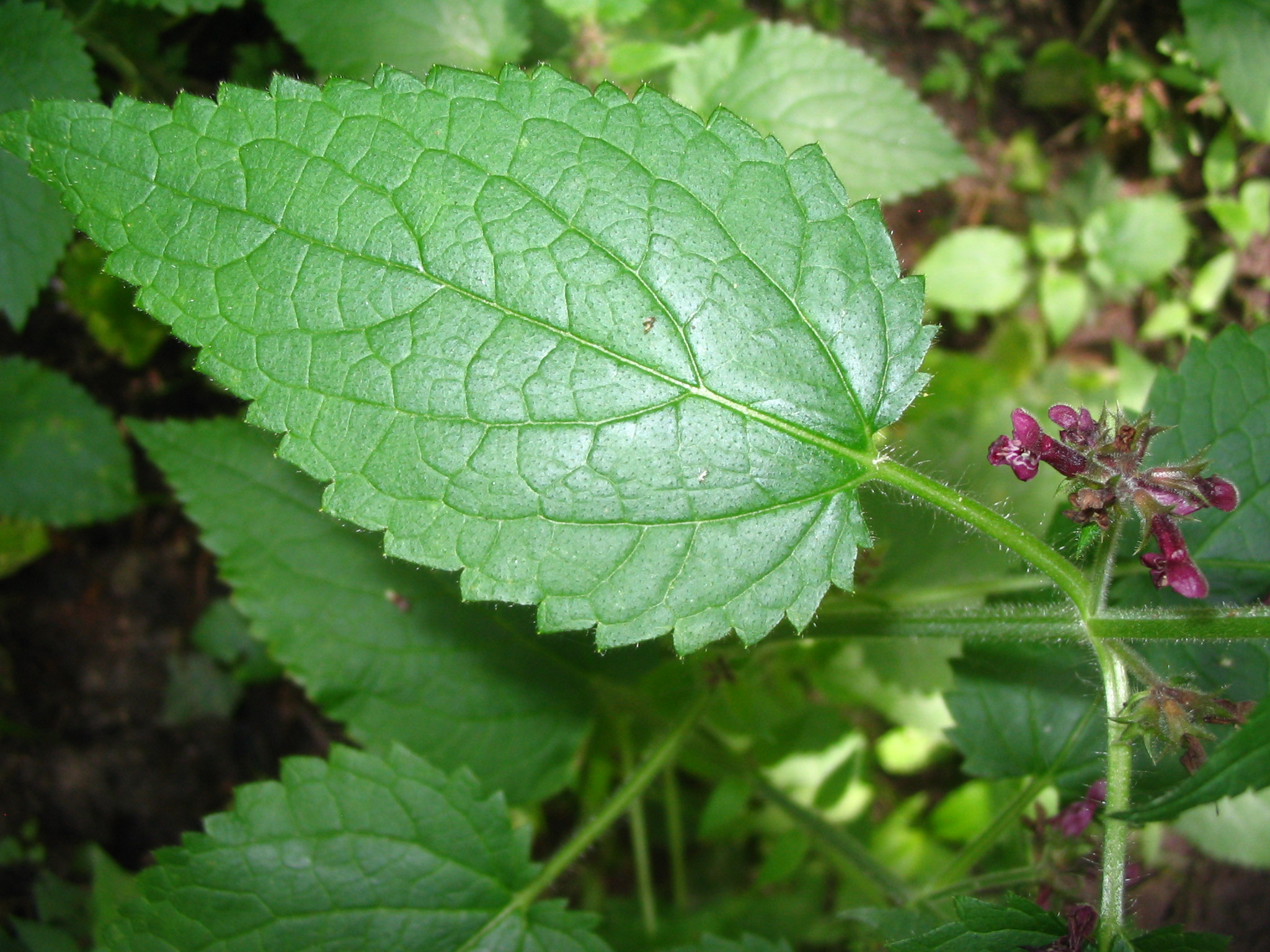
Laubblatt

### Vegetative Merkmale

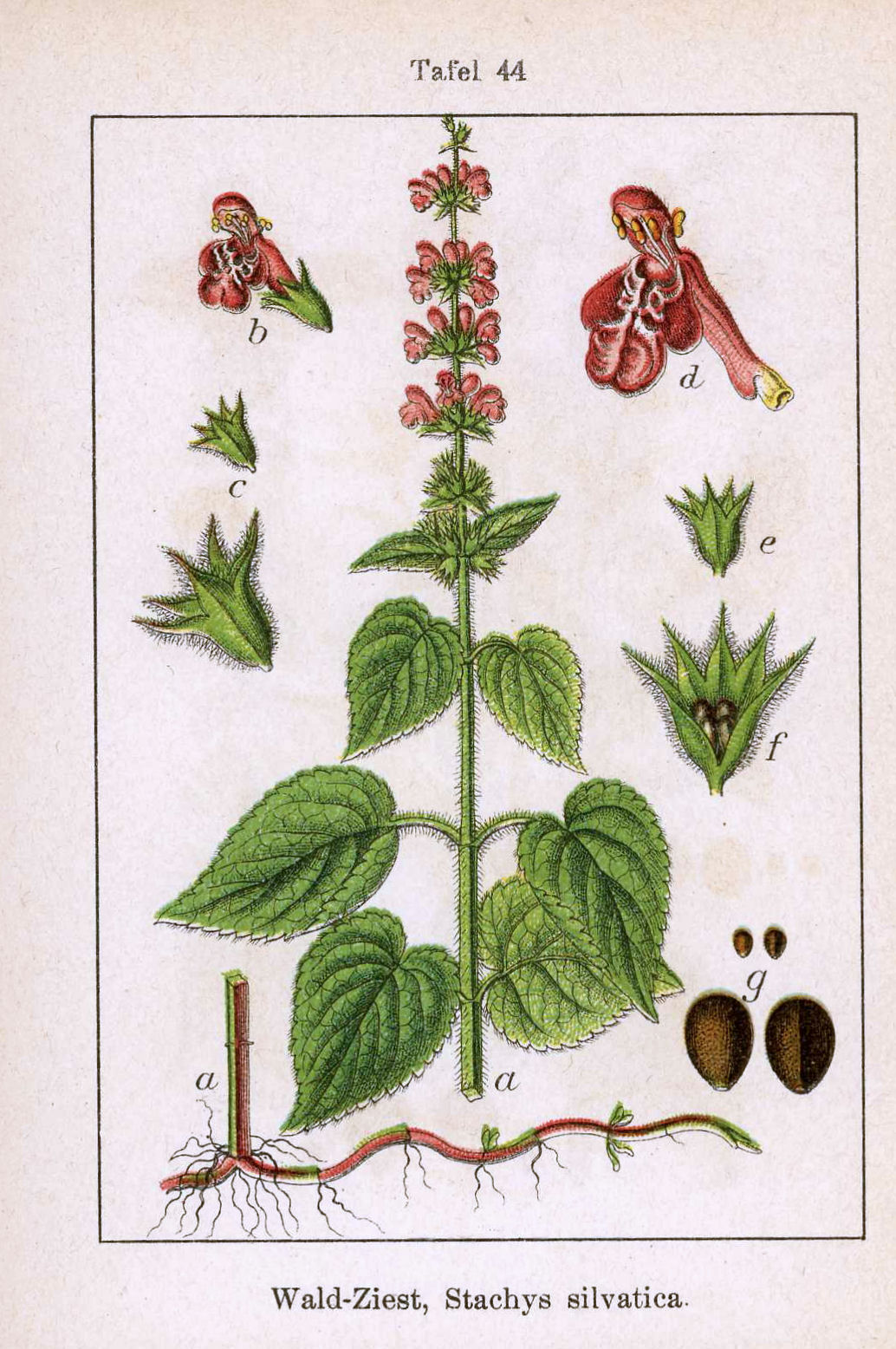
Illustration von Jacob Sturm

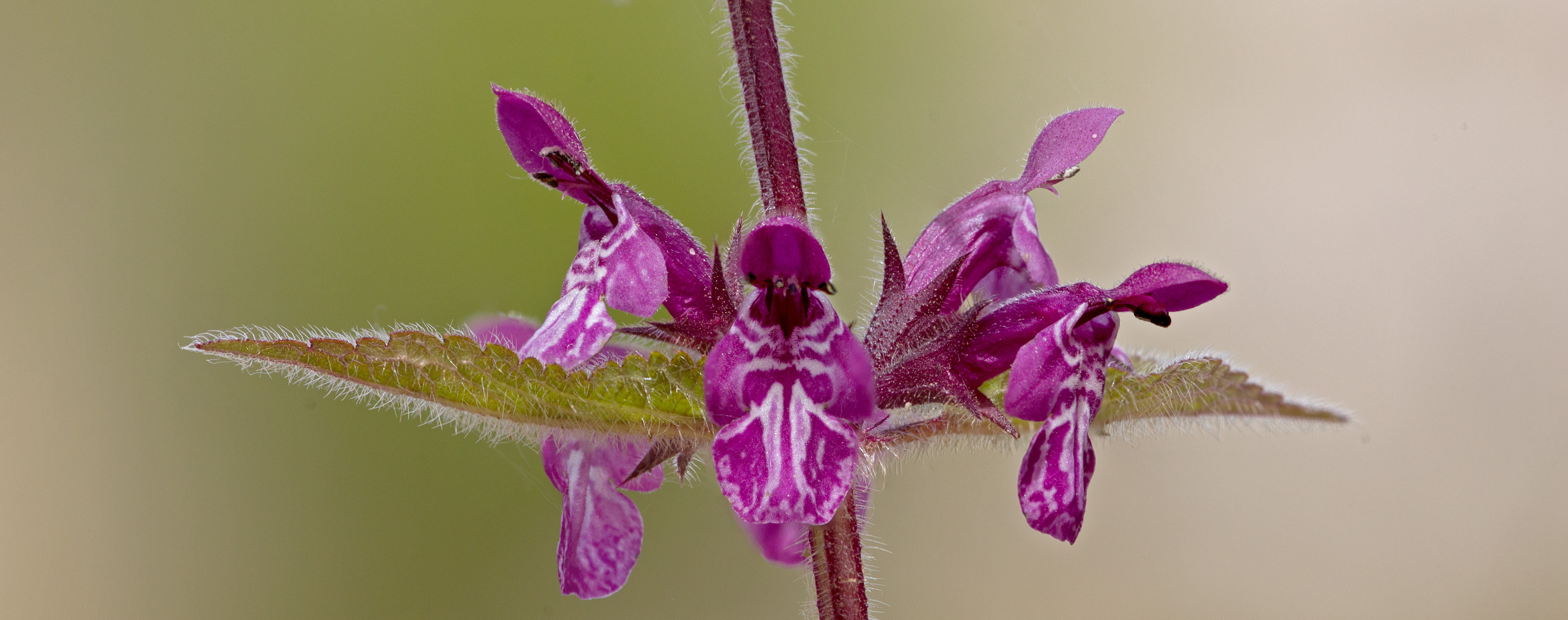
Scheinquirl

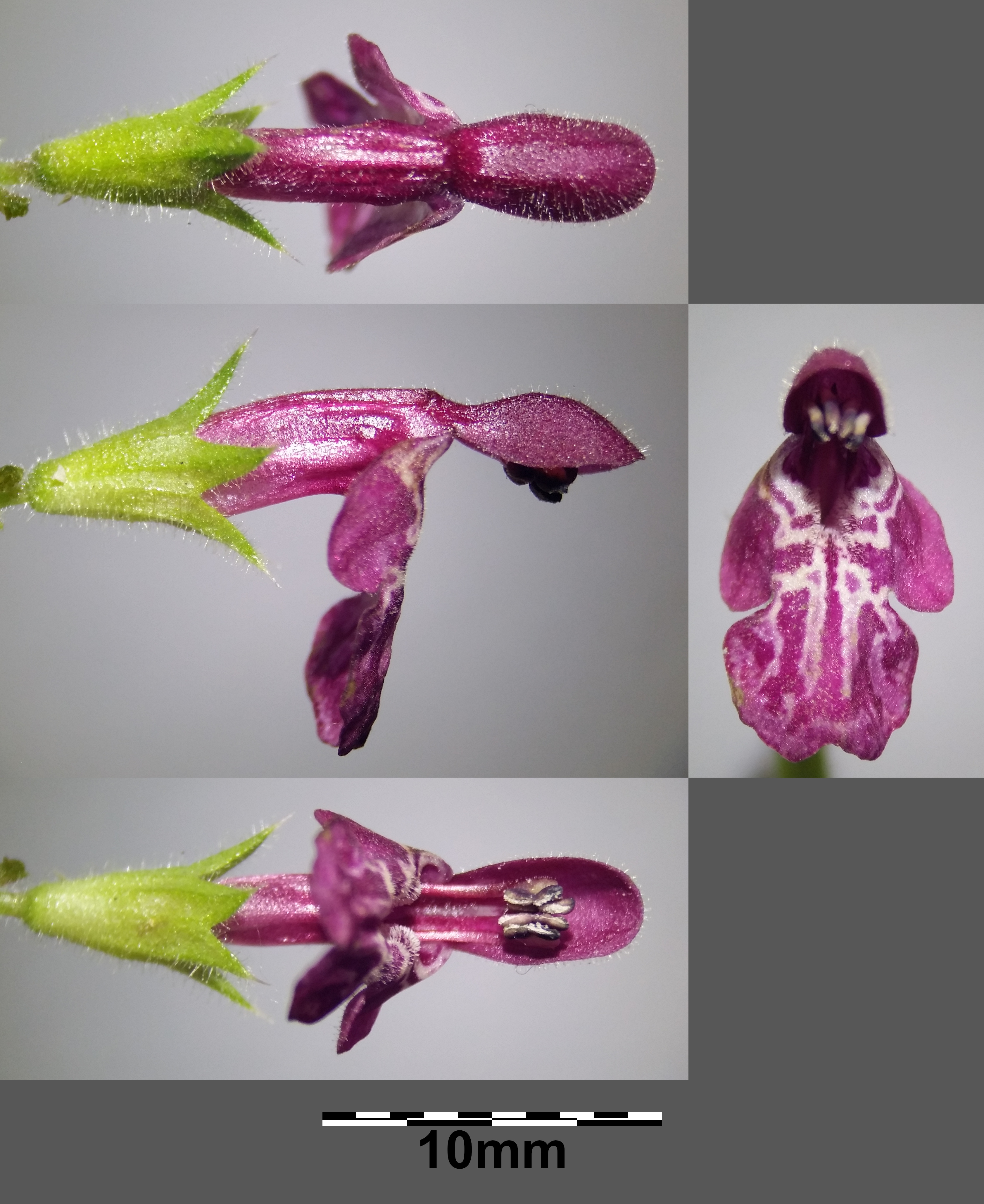
Verschiedene Ansichten einer Blüte

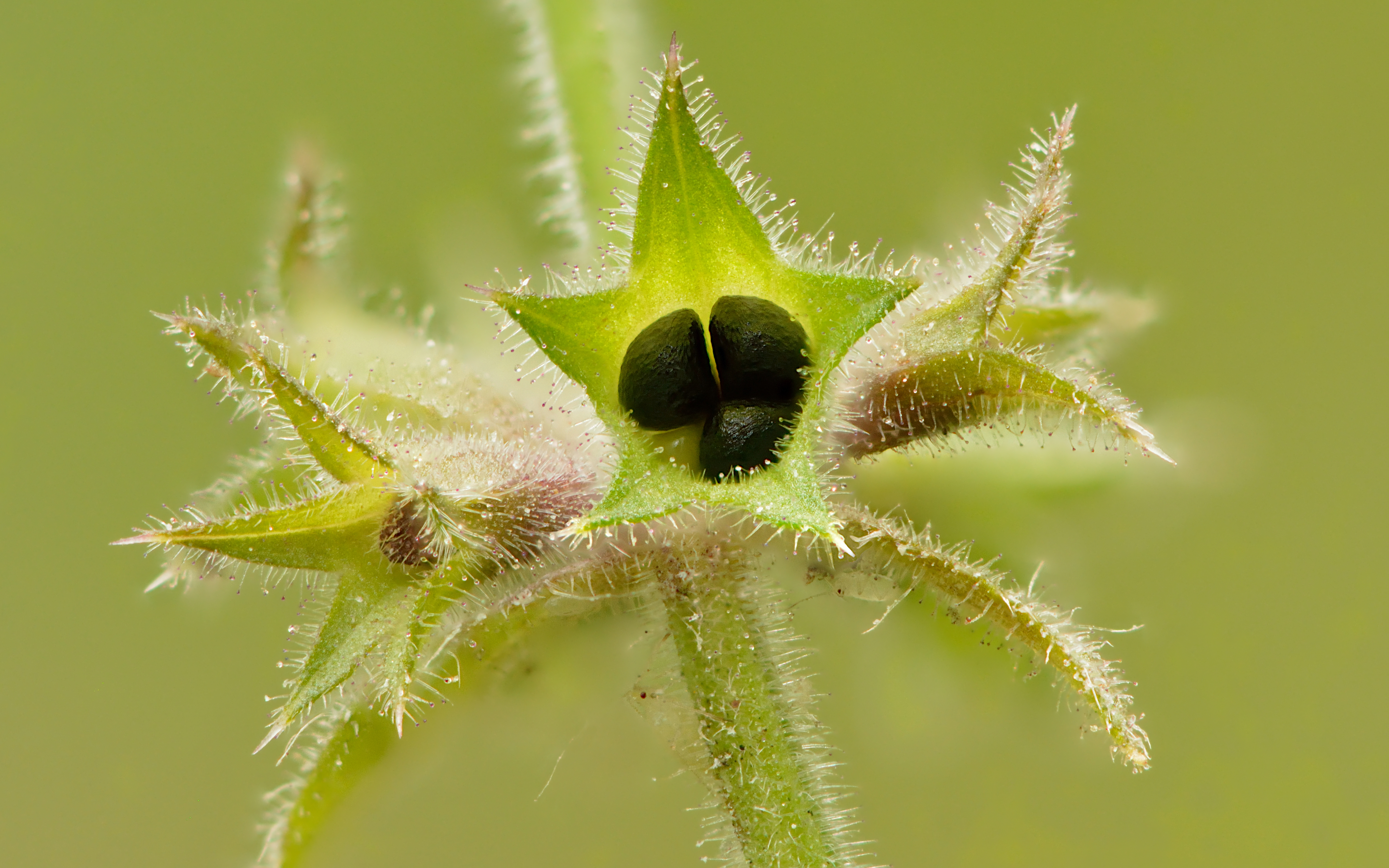
Scheinquirl mit Früchten

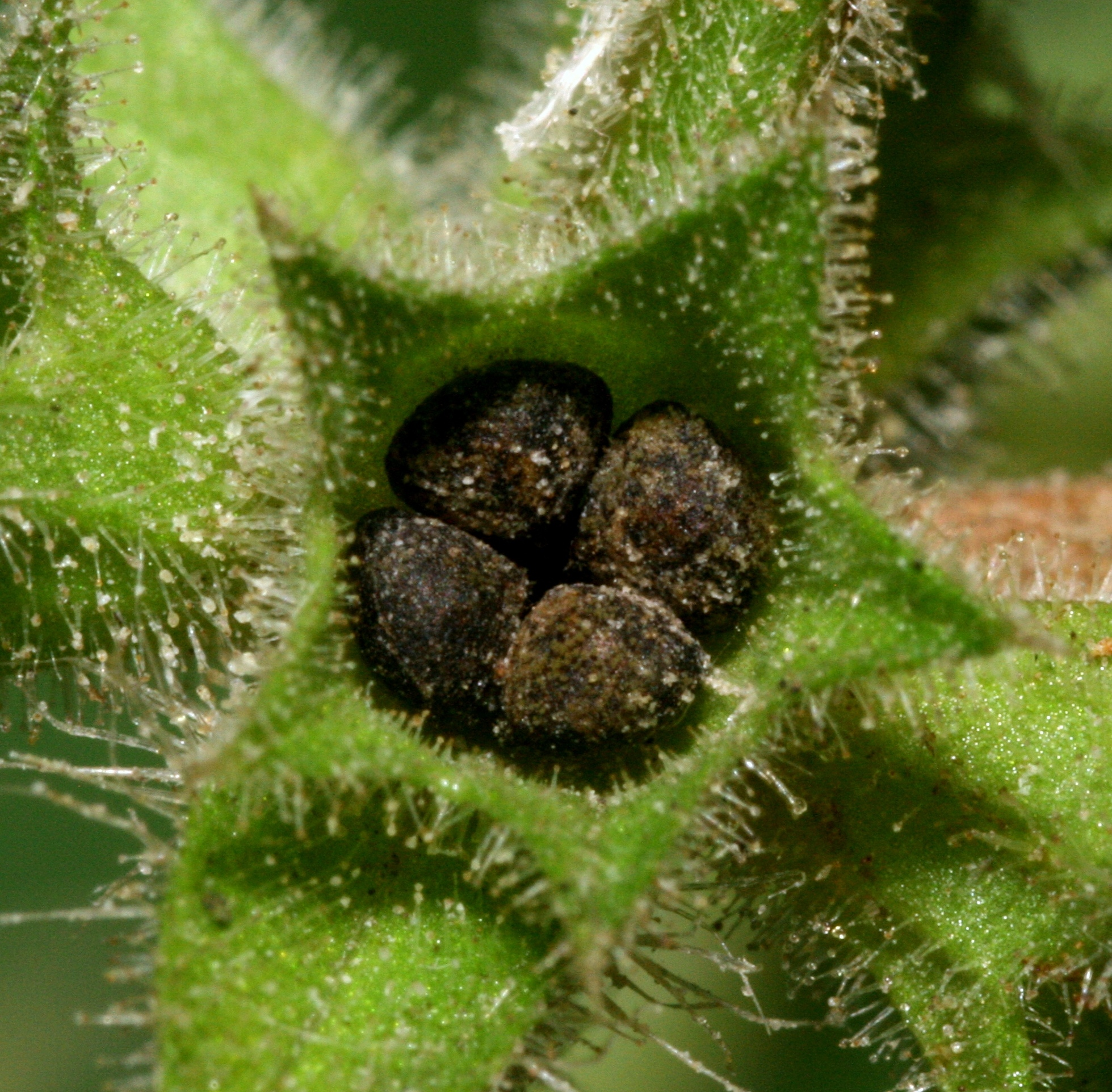
Früchte

Beim Wald-Ziest handelt sich um eine ausdauernde krautige Pflanze, die Wuchshöhen zwischen 30 und 120 cm erreicht. Er bildet unterirdische Ausläufer. Die Blüte duftet im Flor angenehm fliederartig, ansonsten riechen alle Teile der Pflanze unangenehm, wenn man sie zerreibt. Der Stängel ist aufrecht oder leicht gebogen und an den vier Kanten drüsig behaart. Er ist hohl und trägt 2 bis 5 Blattpaare. Die gegenständigen Laubblätter sind in Blattstiel und Blattspreite gegliedert, abstehend behaart und von hellem, kräftigem Grün. Der dünne Blattstiel ist 1 bis 7 cm lang. Die breite und unten tief herzförmige Blattspreite ist 4 bis 12 cm lang und 2 bis 9,5 cm breit. Die Blattränder sind gezähnt. Die Blätter erinnern in Größe, Form, Farbe und Konsistenz auffallend an die der Großen Brennnessel (Urtica dioica).

### Generative Merkmale
Die Blüten stehen in 10 bis 20 Zentimeter langen ährenähnlichen Blütenständen, jeweils zu meist sechst (viert bis zehnt) in Scheinquirlen zusammengefasst zwischen laubblattähnlichen Hochblättern, die nach oben hin immer kleiner werden. Die Scheinquirle stehen in Abständen von 1 bis 3 Zentimetern übereinander. Es sind höchstens winzige Deckblätter vorhanden. Die Blütenstiele sind etwa 1 mm lang. Die Blüten sind meist dunkelrot oder weinrot, jedenfalls fast immer deutlich dunkler als beim ähnlichen Sumpf-Ziest. Allerdings kommen auch violette oder rosa Farbvarianten vor. Die Blüten sind 12 bis 15 Millimeter lang. Die Kelche sind glockig, zehnnervig, oft braunviolett überlaufen und enden in 5 dreieckigen, kurz begrannten, beim Verblühen sich auswärtskrümmenden und dicht mit einfachen und Drüsenhaaren besetzten Zähnen. Der Kelch ist zur Blütezeit 3 bis 5, zur Fruchtzeit 6 bis 7 Millimeter lang. Die Kronröhre ist gerade, innen mit einem schiefen Haarring versehen, vorn kaum erweitert und am Grund etwas ausgesackt. Die leicht gewölbte, oben kurz behaarte Oberlippe ist 3 bis 4 Millimeter lang. Die heruntergeschlagene Unterlippe ist fast ebenso lang. Sie hat zwei große abgerundete Seitenlappen und einem gezähnelten Mittellappen. Auf der Unterlippe befindet sich meist eine markante weiße Zeichnung. Die Staubblätter sind nur am Grund etwas behaart. Das Konnektiv ist (wie bei Prunella) in eine kurze Spitze verlängert. Der Griffel ist der Länge nach in 2 verschiedenfarbige Hälften geteilt. Die obere (hintere) Hälfte mit dem oberen Griffelschenkel ist purpurn, die untere mit dem unteren Griffelschenkel ist weißlich. Die Blütezeit reicht von Juni bis September.
Die Klausenfrüchte sind glatt, eiförmig und dunkelbraun. Sie schließen sich zu einer Kugel zusammen und sind 1,5 Millimeter lang.
Die Chromosomenzahl beträgt 2n = 48 oder 66.

## Ökologie
Der Wald-Ziest ist eine Schaftpflanze mit knolligen Wurzeln.
Die Blüten sind vormännliche Zwitterblüten. Bestäuber sind Bienenverwandte und Schwebfliegen. Spontane Selbstbestäubung erfolgt dadurch, dass sich die Narbenäste vor dem Verblühen zu den Staubbeuteln herabneigen und diese berühren. Die Blütezeit reicht von Juni bis September. Kurzrüsselige Erdhummeln gelangen ohne Bestäubungsleistung an den Nektar, indem sie die Sporne seitlich aufbeißen (Nektarraub).
Die Klausenfrüchte sind Tier- und Windstreuer. Die Fruchtreife beginnt ab August und reicht bis zum Wintereinbruch.

## Vorkommen
Der Wald-Ziest ist im gemäßigten und kühleren Europa und Asien bis zum Himalaja verbreitet und kommt auch in Makaronesien vor. Er steigt in Oberbayern bis in 1650 Meter Meereshöhe auf.
Der Wald-Ziest wächst am liebsten auf nährstoffreichen und feuchten Stellen in Wäldern, vor allem in Laubmischwäldern auf Mull. Man kann ihn aber auch an Waldrändern oder abseits vom Wald in Gebüschen oder an schattigen Straßenrändern finden. Er ist eine Charakterart des Verbands Alno-Ulmion, kommt aber auch in Gesellschaften feuchter Fagetalia-Wälder oder in Gesellschaften der Verbände Alliarion, Aegopodion podagrariae oder Atropion vor.
Die ökologischen Zeigerwerte nach Landolt et al. 2010 sind in der Schweiz: Feuchtezahl F = 3+ (feucht), Lichtzahl L = 3 (halbschattig), Reaktionszahl R = 3 (schwach sauer bis neutral), Temperaturzahl T = 3+ (unter-montan und ober-kollin), Nährstoffzahl N = 4 (nährstoffreich), Kontinentalitätszahl K = 3 (subozeanisch bis subkontinental).

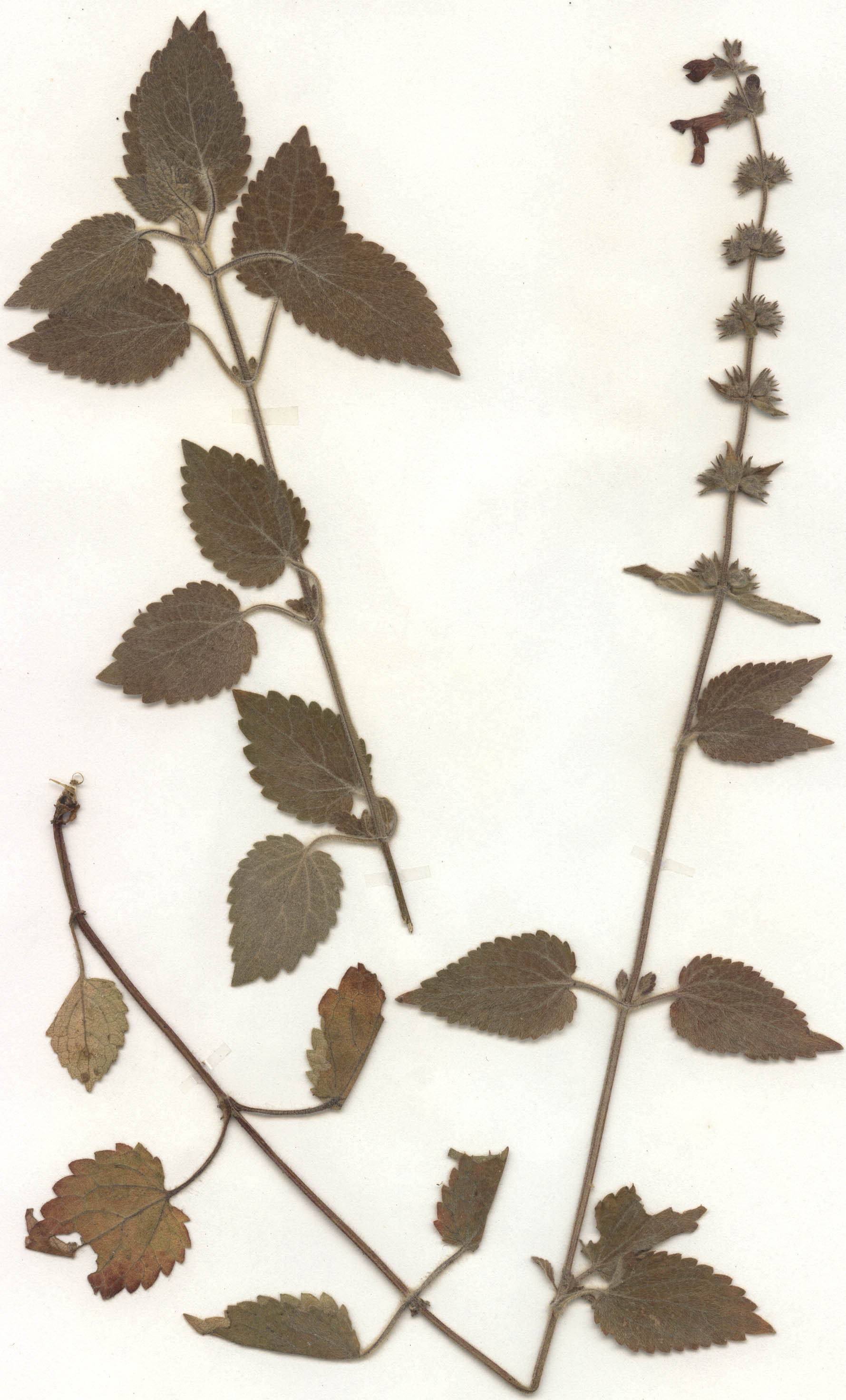
Stachys sylvatica var. tomentosa (Herbarbeleg, Fundort: Unterfranken, 1986)

## Weitere Illustrationen

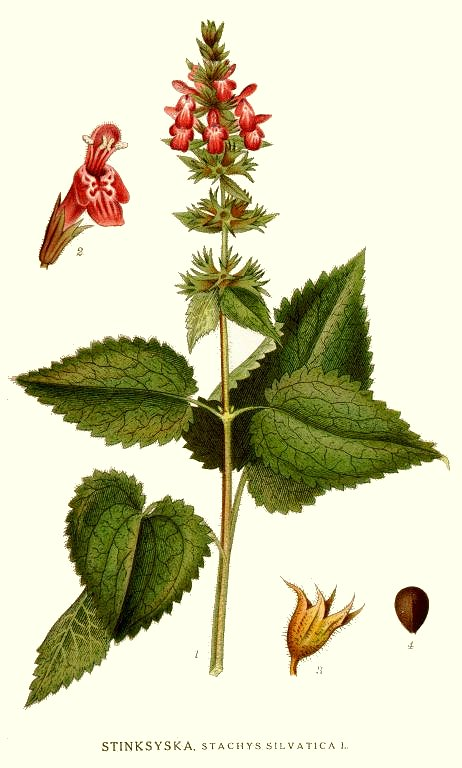
Illustration von Carl Axel Magnus Lindman
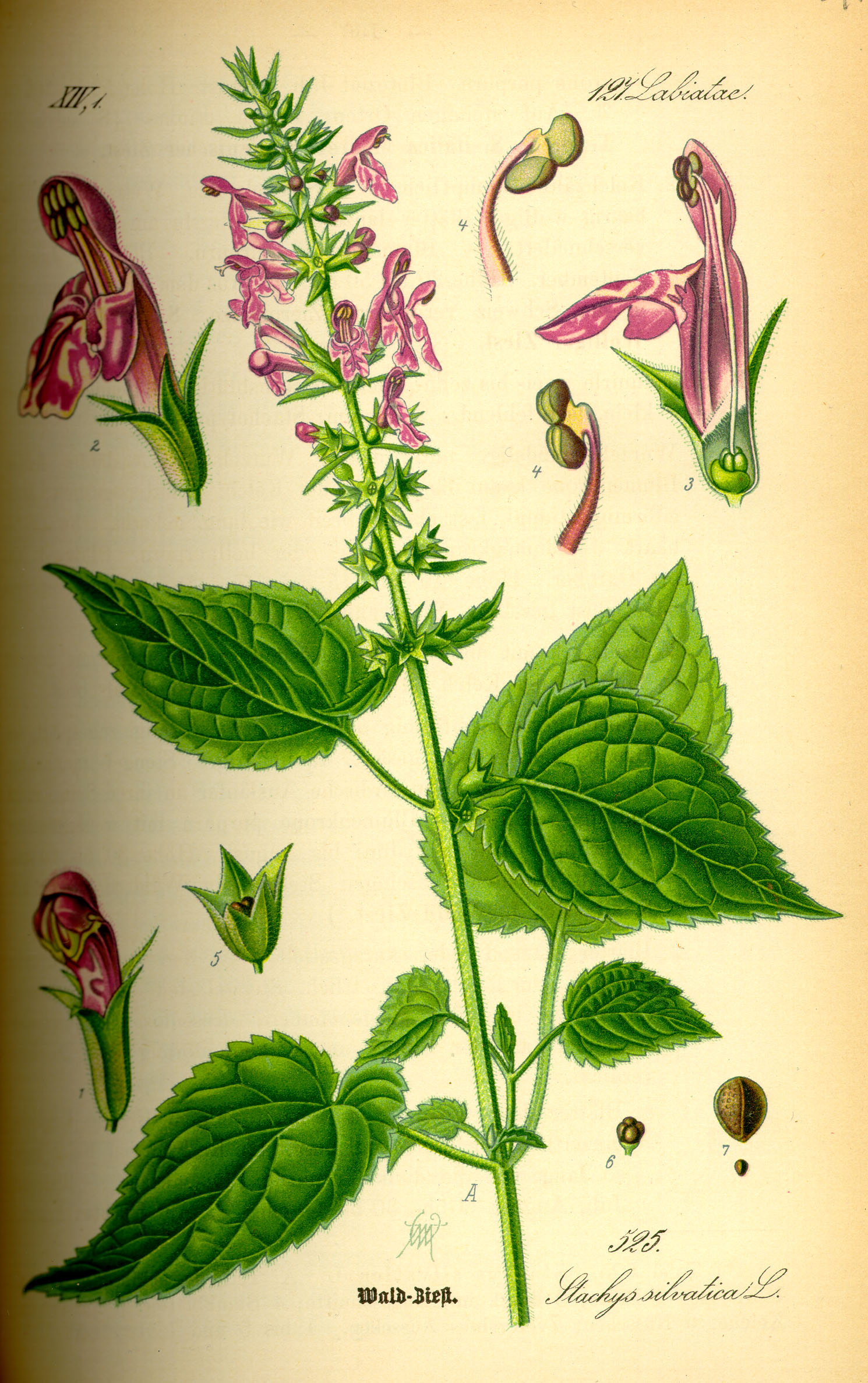
Illustration von Otto Wilhelm Thomé
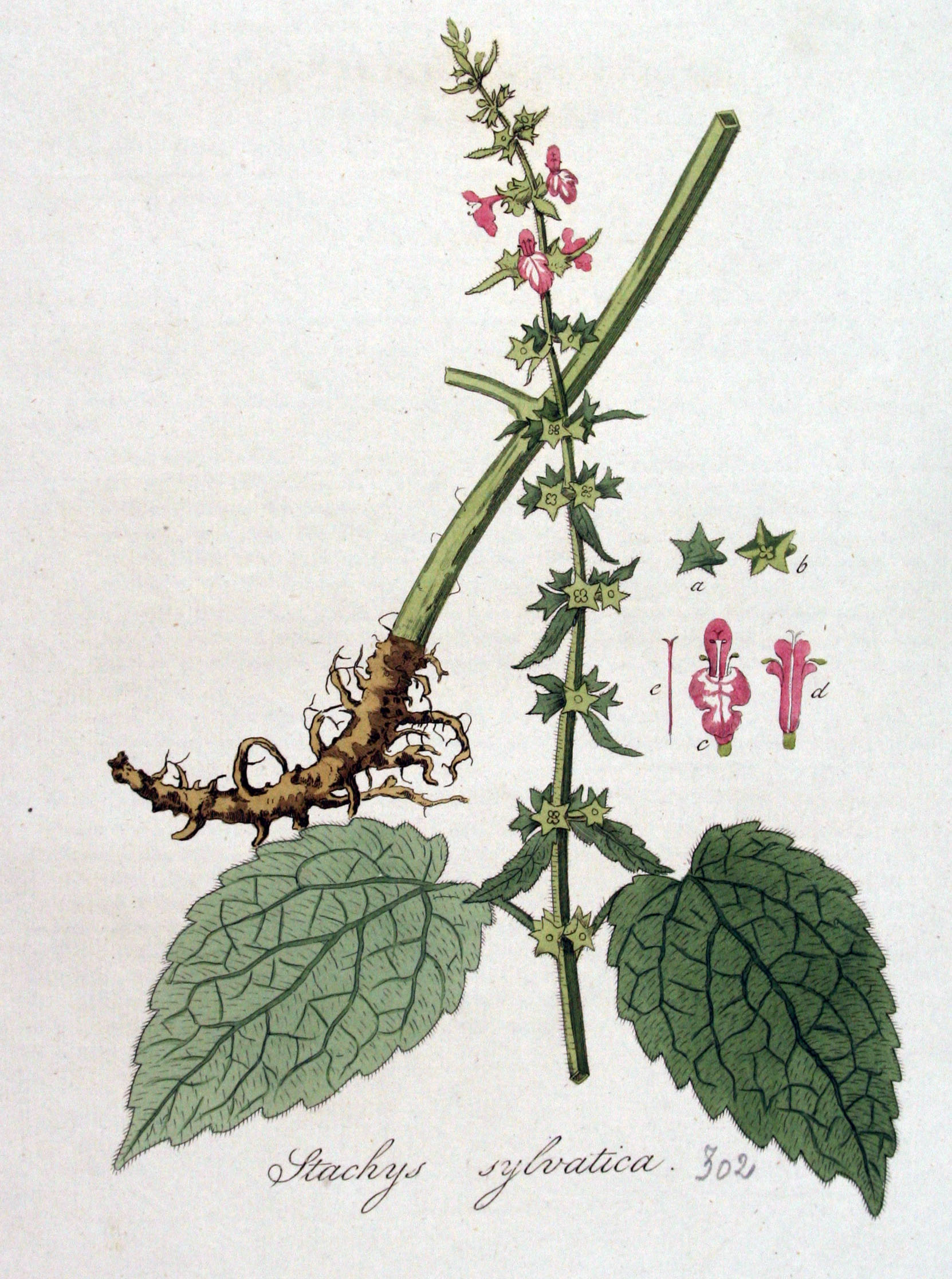
Illustration aus der Flora Batava

## Sonstiges
Beim Wald-Ziest sind Missbildungen der Blüten, besonders Vergrünungen, nicht selten anzutreffen. Häufig geschieht dies durch Befall von Parasiten. Ferner gibt es Formen mit weißlicher bis gelblicher Krone, die wohl anthozyanfreie Individuen darstellen.
Als eine weitere Abweichung sei die Varietät Stachys sylvatica var. tomentosa Čelak. erwähnt. Diese zeichnet sich durch eine dichte, gelbliche, filzige Behaarung der oberen Sprossteile aus. Vielfach sind die Laubblätter deutlich kleiner als in der typischen Form. Diese Varietät ist aus Tschechien, Bayern und Österreich (Steiermark) bekannt.

## Nutzung
Früher wurde die Pflanze auch als Heilpflanze (Herba Lamii sylvatici foetidi) bei Drüsengeschwulsten, Koliken als Diureticum oder Emmenagogum gebraucht.
Der englische Name der Pflanze 'woundwort' bezieht sich auf die Verwendung zur Behandlung von Wunden.
Alle Pflanzenteile von Wald- und Sumpf-Ziest sind essbar. Blätter, Stängel, Blüten und Wurzeln können kulinarisch verwendet werden.